# Garsington
Garsington is een dorp (village) en civil parish in het bestuurlijke gebied South Oxfordshire, in het Engelse graafschap Oxfordshire. De civil parish telt 1689 inwoners.